# Dittrichia graveolens
Dittrichia graveolens  es una especie de planta fanerógama  perteneciente a la familia de las asteráceas. Fue originalmente clasificada en los géneros Erigeron y más tarde Inula.

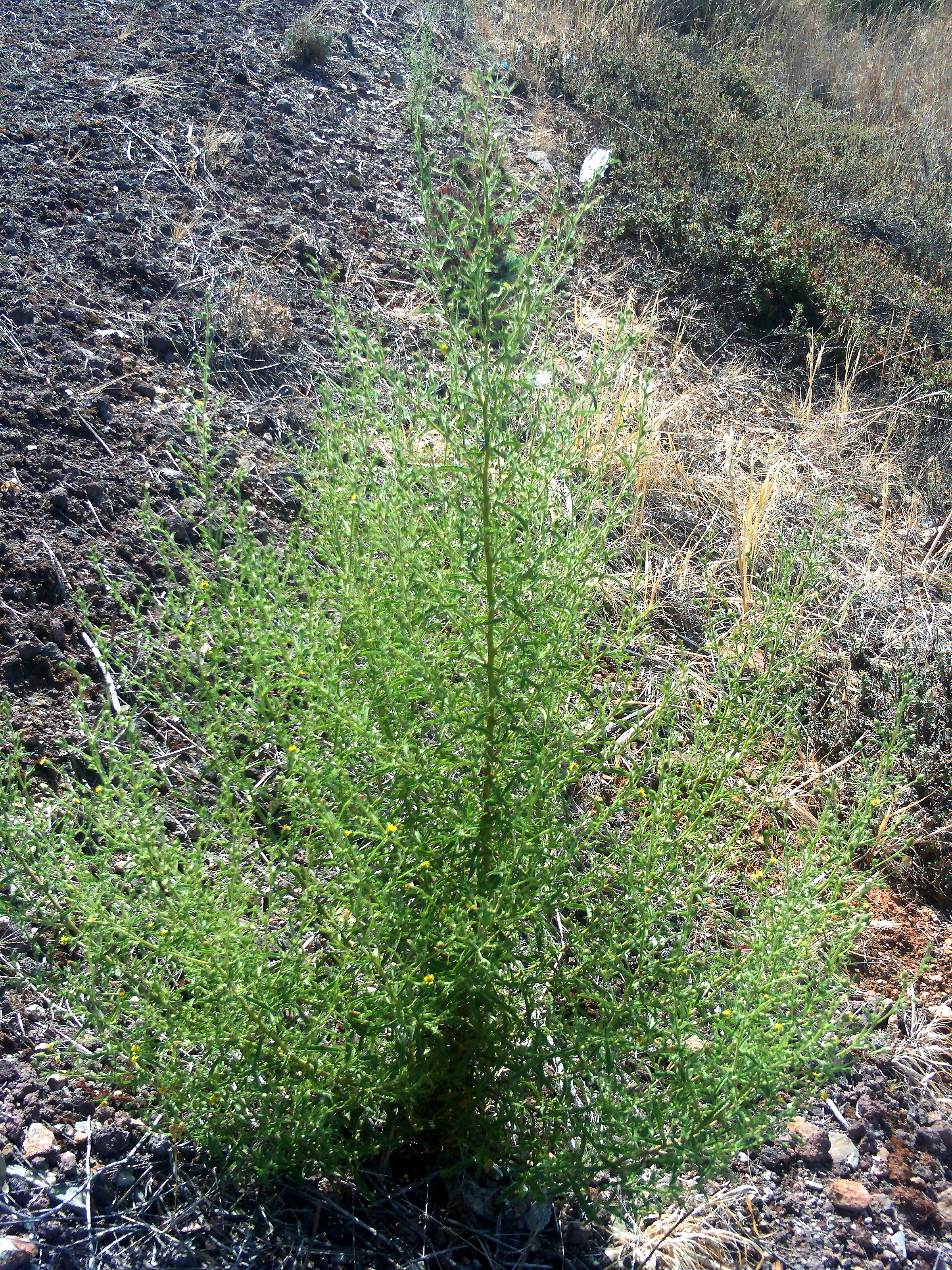
Vista de la planta

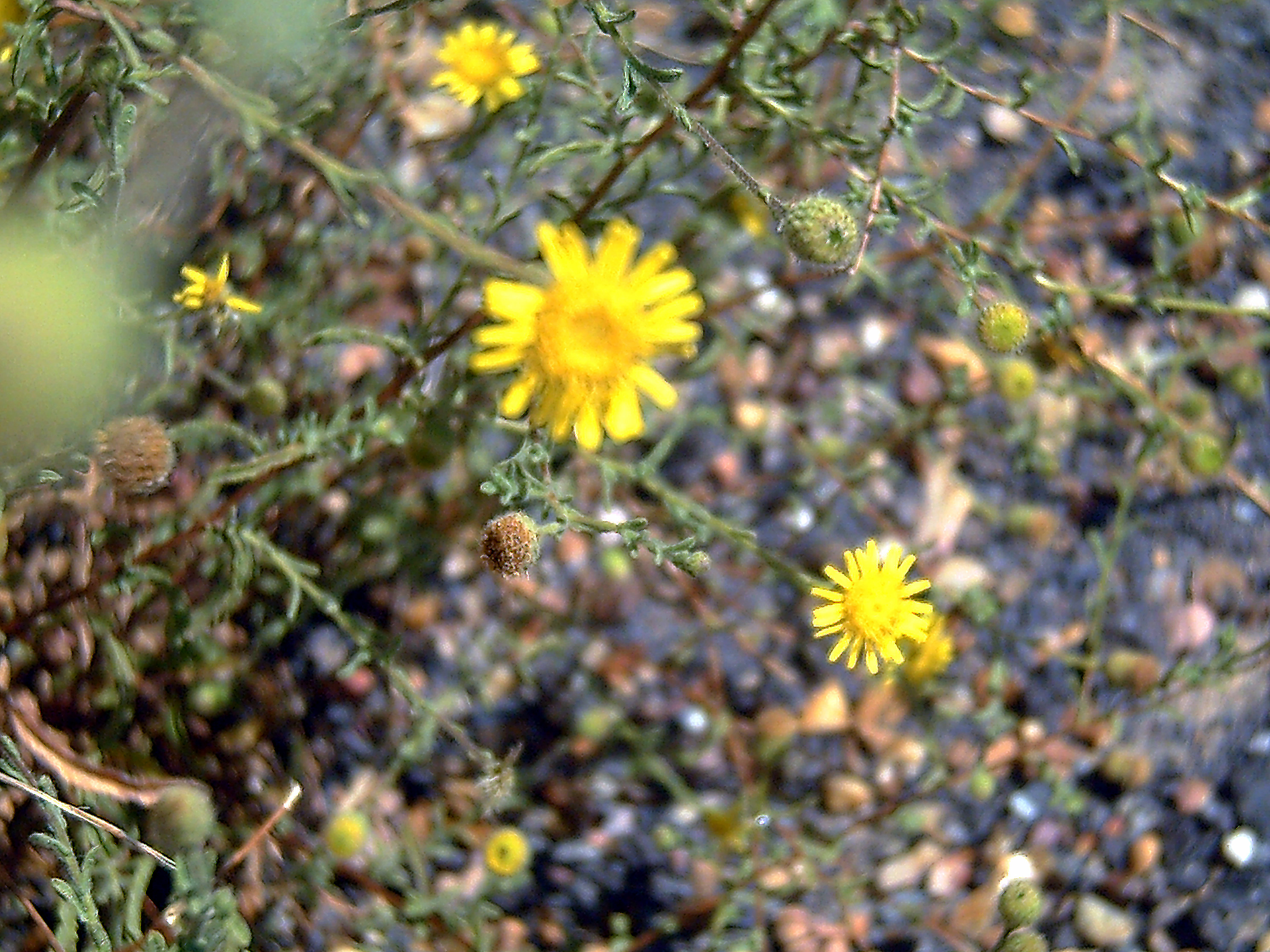
Detalle de la flor

## Descripción
Son plantas anuales con tallos que alcanzan un tamaño de hasta 50 (-100) cm, muy ramificados. Las hojas miden de 7-60 x (1,5-) 2-12 mm, son oblongo-lanceoladas o linear-lanceoladas, enteras o denticuladas, las caulinares cuneadas. Involucro de 5,5-7 mm. Flores amarillas, haciéndose púrpureas con la desecación; las hemiliguladas de 3,8-4,2 mm, tan largas como el involucro; las flosculosas de 2,8-3,2 mm. Los frutos son aquenios de las flores flosculosas de 1,7-2 mm, con vilano de 4-4,5 mm. 2n=18,20. Florece de agosto a octubre.

## Distribución y hábitat
Es una especie ruderal bastante frecuente. Tiene una distribución por las regiones de la Cuenca mediterránea e Irano-Turánica.

## Taxonomía
Dittrichia graveolens fue descrita primero por (L.) Greuter  como Erigeron viscosus en Exsiccatorum genavensium a conservatorio botanico distributorum 4: 71. 1973.
Citología
Número de cromosomas de Dittrichia graveolens (Fam. Compositae) y táxones infraespecíficos: 2n=18
Etimología
Dittrichia: nombre genérico otorgado en honor del botánico alemán Manfred Dittrich (1934 - ), que fue director del herbarium del Botanical Garden in Berlin.
graveolens: epíteto latíno que significa "con fuerte olor".
Sinonimia
- Conyza minor Bubani
- Cupularia graveolens (L.) Godr. & Gren.
- Erigeron graveolens L.
- Inula brahuica Boiss.
- Inula graveolens (L.) Desf.
- Inula quadridentata Lag.
- Jacobaea graveolens (L.) Merino[6]

## Nombre común
- Castellano: erigeron de olor pesado, hierba matapurga, mata mosquera, matapurga, mosquerilla borde, olivarda, olivarda fina, olivardilla (9), oliverdilla, pulguera andaluza.(el número entre paréntesis indica las especies que tienen el mismo nombre en España).[7]